# Guardamiglio
Guardamiglio es un municipio italiano situado en la provincia de Lodi, en Lombardía. Tiene una población estimada, a fines de julio de 2023, de 2631 habitantes.

## Evolución demográfica
| Gráfica de evolución demográfica de Guardamiglio entre 1861 y 2023 |
|                                                                    |
| Fuente: ISTAT - Elaboración gráfica de Wikipedia                   |